# Kościół Stygmatów św. Franciszka z Asyżu w Krakowie
Kościół Stygmatów św. Franciszka z Asyżu – kościół rzymskokatolicki znajdujący się w Krakowie, w dzielnicy IV Prądnik Biały przy ul. Ojcowskiej 1. Posługę sprawują ojcowie franciszkanie.

## Historia
W 1909 roku Zakon Braci Mniejszych z klasztoru św. Kazimierza w Krakowie nabył dom i ogród we wsi Bronowice Wielkie.
W tym miejscu znajdowała się wybudowana w 1895 roku kaplica pw. św. Franciszka i św. Władysława króla, wybudowana przez kupca i właściciela tutejszego majątku, Jana Władysława Fischera. Była to budowla murowana w stylu neogotyckim. Franciszkanie reformaci objęli nad kaplicą opiekę duszpasterską. Biskup krakowski, kardynał Jan Puzyna, utworzył przy kaplicy ekspozyturę parafialną, częściowo zależną od parafii św. Szczepana w Krakowie.
W 1912 roku bracia zaplanowali budowę nowego kościoła, w którym obecna kaplica miała stanowić prezbiterium. Wybuch I wojny światowej uniemożliwił te plany. Do kaplicy dostawiono więc prowizoryczny barak, który w 1933 roku rozebrano i wzniesiono na jego miejscu nową, obszerniejszą drewnianą przybudówkę. Służyła ona, wraz z kaplicą potrzebom kultu religijnego przez blisko 40 lat. W latach 1966–68 zmieniono wnętrze prezbiterium. W 1973 roku rozpoczęto starania o pozwolenie na rozbudowę kościoła.
W 1975 roku władze wydały zgodę na rozbudowę kościoła. Niezwłocznie zaczęto wznosić świątynię w stylu postmodernistycznym według projektu architekta Antoniego Mazura. 26 września 1976 roku kardynał Karol Wojtyła dokonał poświęcenia i wmurowania kamienia węgielnego, przywiezionego z góry Alwernia we Włoszech.
2 grudnia 1979 roku kardynał Franciszek Macharski dokonał konsekracji kościoła w stanie surowym.

W następnych latach trwały prace wykończeniowe oraz instalacja nowych elementów wystroju i wyposażenia:  organów, marmurowej posadzki, nowych konfesjonałów i stalli. Powstały ołtarze boczne.
W 2000 roku pomiędzy kościołem i klasztorem postawiono nową dzwonnicę, w formie stalowo-żelbetonowego trójnogu z trzema koszami dzwonniczymi według projektu Antoniego  Mazura.
23 marca 2002 roku arcybiskup metropolita krakowski kardynał Franciszek Macharski dokonał ponownie aktu konsekracji kościoła.

W 2009 roku w 100-lecie istnienia parafii oraz w 800-lecie zatwierdzenia Reguły Zakonu Braci Mniejszych zastały zaprojektowane i wykonane dwie tablice marmurowe i umieszczone w posadzce kościoła przed prezbiterium a przed kościołem, pamiątkowy kamień, z napisem „Pokój i Dobro”.
W latach 1982–1985 obok kościoła wzniesiono zabudowania klasztoru i w latach 1987–92  Wyższego Seminarium Duchownego pw. św. Bonawentury, według projektu Zbigniewa Radziewanowskiego.  

## Architektura
Nowy kościół jest budowlą murowaną, jednonawową, z wielobocznie zamkniętym prezbiterium, które powstało z dawnej kaplicy. Fasada zwieńczona jest strzelistym szczytem utworzonym przez strome dwuspadowe dachy nawy i kruchty.

Do wejścia głównego do kościoła prowadzą dwa symetryczne biegi schodów. Wejście przykryte jest dodatkowym daszkiem.
W podpiwniczeniu kościoła znajduje się kaplica dla wiernych z dostępem z zewnątrz.

## Wnętrze
Obecny ołtarz główny w latach 1966–68 zastąpił stary, neogotycki. W tym samym czasie ścianę apsydy ozdobiono mozaiką „Ostatnia Wieczerza” autorstwa W. Jastrzębskiego. W oknach prezbiterium znajdują się witraże z 1959 roku, autorstwa Reginy Rychłowskiej-Molińskiej: „Sygmatyzacja św. Franciszka”, „Święty Antoni”, „Dary Ducha Świętego”. Na ścianie prezbiterium (pierwotnie umieszczony w głównym ołtarzu kaplicy) umieszczony jest obraz przedstawiający św. Franciszka i św. Władysława króla (patronów dawnej kaplicy), klęczących u stóp Matki Bożej, namalowany w 1893 roku przez Tomasza Antoniego Lisiewicza.
W tęczy znalazła się kopia Krzyża z San Damiano w Asyżu z lat 1994–95 autorstwa Adama Suzina.
W oknach nawy zainstalowano witraże według projektu Józefa Furdyny z lat 1991–92: „Pieśń słoneczna, albo pochwała stworzeń” oraz „Matka Boża Anielska”.
W ołtarzach bocznych projektu J. Dudkiewicza umieszczono obrazy: Matki Bożej Bronowickiej pędzla Włodzimierza Tetmajera z 1916 roku i św. Franciszka autorstwa Adama Suzina oraz rzeźby: św. Antoniego autorstwa Tadeusza Świerczka i Jezusa Miłosiernego z 2002 roku.
W kościele znajdują się także stacje Drogi Krzyżowej z 1994–95 roku według projektu Adama Suzina.

## Obraz Matki Bożej Bronowickiej
Matka Boża Bronowicka (nazywana również Opiekunką Małych Ojczyzn) na obrazie Tetmajera została namalowana w stroju bronowickim z dzieciątkiem Jezus na rękach. Do obrazu pozowały córki malarza – najstarsza Jadwiga (Isia z „Wesela” Stanisława Wyspiańskiego) i najmłodsza Krystyna.
W dolnej części obrazu malarz umieścił herby Warszawy i Krakowa, między nimi znajduje się Orzeł Biały z królewską koroną a poniżej patriotyczny napis: „Podnieś rączkę Boże Dziecię, błogosław ojczyznę miłą”.

Obraz ten, namalowany w 1916 roku, został podarowany przez artystę Zygmuntowi Janickiemu (prowincjałowi Franciszkanów-Reformatów)  pod koniec I wojny światowej.
W 2015 roku został odnowiony w krakowskiej pracowni artystyczno-konserwatorskiej pani Anny Dorak. 